# Villa Grock
La Villa Grock è una villa fatta costruire da Charles Adrien Wettach (1880-1959), clown di fama mondiale noto come "Grock", originariamente nota come "Villa Bianca". Si trova a Imperia Oneglia, e fu residenza della famiglia di Grock nella prima metà del XX secolo.

## Storia
Grock, che grazie ai suoceri conobbe Imperia, acquistò un appezzamento di terreno in collina, approssimativamente triangolare con vista sul mare, su cui edificò l'attuale villa nel 1927.
Grock progettò gran parte della tenuta in prima persona, servendosi del geometra Armando Brignole. La villa fu costruita in calcestruzzo armato dall'impresa G. A. Porcheddu  L'artista morì qui nel 1959.
Oggi la casa e il giardino sono di proprietà della Provincia di Imperia. Il giardino è stato aperto al pubblico dalla sua ristrutturazione nel 2006, invece la villa, dopo un attento restauro, fu riaperta al pubblico il 17 gennaio 2010. Esso è costituito da un grande parco, che ospita invenzioni stilistiche e decorative cariche di simbolismi circensi ed esoterici, oltre a un suggestivo laghetto con gloriette e ponticello.
La villa fu acquistata dalla Provincia di Imperia nel 2002 per 1,5 milioni di euro e da allora è stata rinnovata. Alla presenza del Ministro dello Sviluppo Economico, Claudio Scajola, nel 2013 all'interno di "Villa Grock" fu inaugurato e aperto al pubblico il  "Museo del Clown", un museo interattivo alla scoperta del mondo circense. Nel marzo del 2020 fu presa in gestione dal comune, che vi fece un attento e corposo restauro (soprattutto del parco).

## Descrizione
La casa e i giardini sono caratterizzati dal gusto personale dell'artista, con un particolare accento Art déco, ma mostrano anche influenze orientali e storicistiche.

## Galleria d'immagini

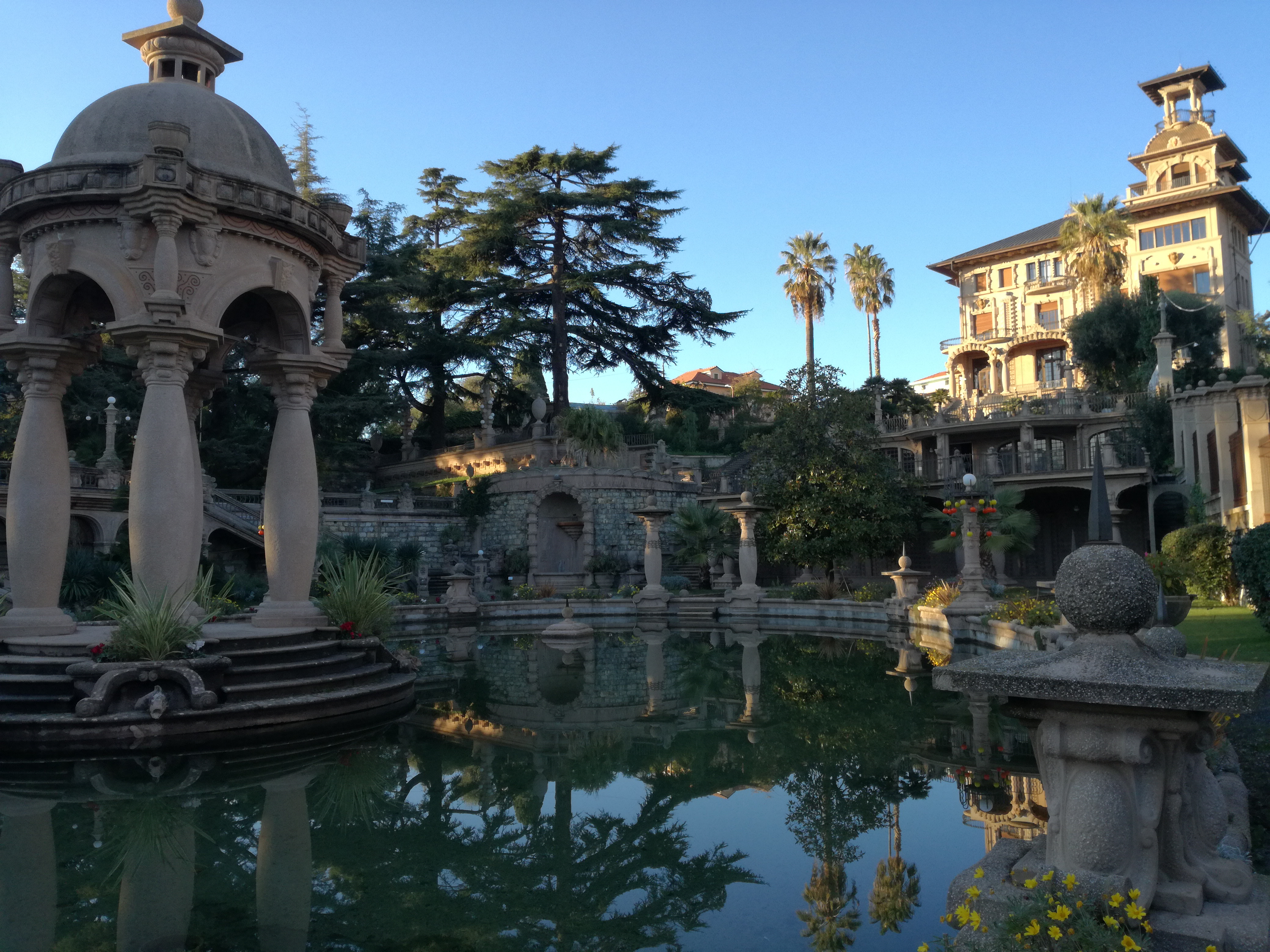
il giardino
Immagine d'epoca